# Evangelische Kirche (Merzhausen)

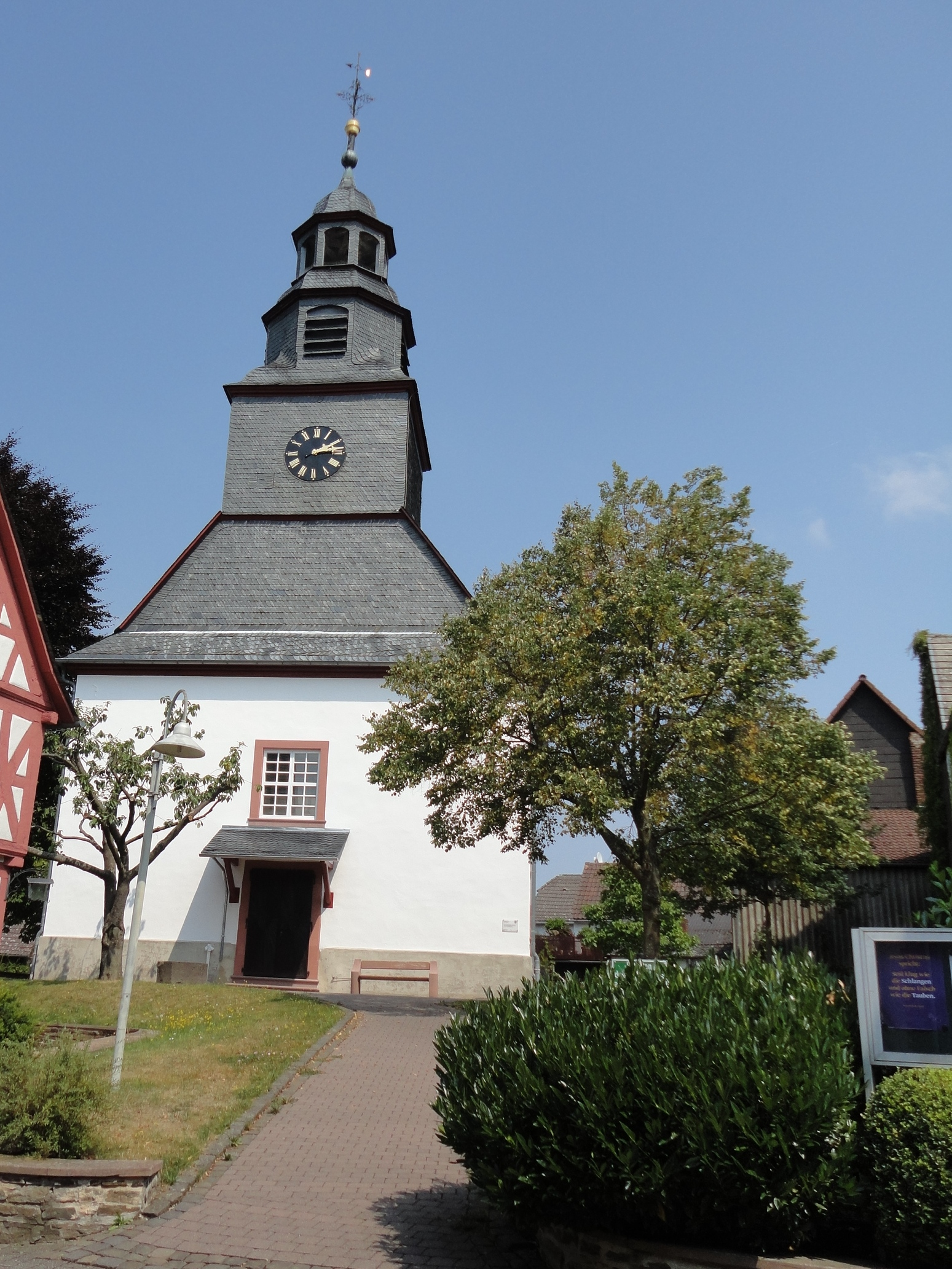
Merzhausen, evangelische Kirche

Die Evangelische Kirche Merzhausen ist ein denkmalgeschütztes Kirchengebäude in Merzhausen, einem Stadtteil von Usingen im Hochtaunuskreis in Hessen. Die Kirche gehört zur Kirchengemeinde Merzhausen-Lauken im Dekanat Hochtaunus der Propstei Rhein-Main der Evangelischen Kirche in Hessen und Nassau.

## Beschreibung
Der Grundstein zur heutigen Saalkirche wurde am 1. Juni 1766 auf dem Platz ihres Vorgängerbaus aus dem 14. Jahrhundert errichtet, der von französischen Truppen verwüstet wurde. Die Einweihung fand am 8. November 1767 statt. Sie wurde nach einem Entwurf von einem Sohn von Johann Jakob Bager gebaut. Aus dem Satteldach des Kirchenschiffs mit drei Fensterachsen, das im Osten einen Krüppelwalm hat, erhebt sich im Westen ein quadratischer Dachreiter, der die Turmuhr beherbergt. Bedeckt ist der Dachreiter mit einer zweistöckigen Haube, hinter deren Klangarkaden sich der Glockenstuhl verbirgt, in dem seit 1951 drei Kirchenglocken hängen, die alle von der Glocken- und Kunstgießerei Rincker gegossen wurden.
| Schlagton | Gewicht (kg) | Durchmesser (cm) | Gießjahr | Inschrift                                     |
| --------- | ------------ | ---------------- | -------- | --------------------------------------------- |
| c²        | 250          | 73               | 1951     | WER AUS DER WAHRHEIT IST, HÖRET MEINE STIMME. |
| es²       | 160          | 61               | 1951     | MEIN MUND SOLL DES HERRN LOB SINGEN.          |
| f²        | 120          | 57               | 1924     | LAND, LAND, HÖRE DES HERRN WORT.              |

Der Innenraum hat dreiseitig umlaufende Emporen. Zur Kirchenausstattung gehört eine klassizistische Kanzel. Die Orgel mit elf Registern, zwei Manualen und einem Pedal wurde 1878 für die Schlosskirche von Bad Homburg von E. F. Walcker & Cie. gebaut. Nachdem in der Schlosskirche ab 1908 keine Gottesdienste mehr stattfanden, wurde sie 1910 nach Merzhausen verkauft.

## Denkmalschutz
Aufgrund der historischen Bedeutung steht die Kirche als Einzeldenkmal unter Denkmalschutz. Es ist auch als Teil der Gesamtanlage Alt-Merzhausen geschützt. Zu dieser gehört auch das Alte Rathaus und die umliegenden Gebäude zwischen Weilstraße, Langgasse, der Muffgasse und der Rauschpennstraße.